# Елитно првенство Француске један
Елитно првенство Француске један (фр. Le Championnat de France Elite) је први ниво домаћег, клупског рагби 13 такмичења у Француској.  Ово је професионална спортска рагби лига, у којој учествује десет француских рагби 13 клубова, а такмичење траје од септембра до јула. Лига је основана 2002. године, а највише успеха до сада је имао Лезињан, који је освојио четири титуле. Буџет француских рагби 13 клубова прволигаша је од 300 до 800 000 евра. 

## Историја
Првенство Француске у рагбију 13 се одржавало од 1934, а поделило се на две дивизије 2002.

### Списак шампиона Француске у рагбију 13
- 2002-2003. Виленев
- 2003-2004. Сент гаденс берс
- 2004-2005. Унион трензист каталан
- 2005-2006. Пија медитеран
- 2006-2007. Пија медитеран
- 2007-2008. Лезињан санглијерс
- 2008-2009. Лезињан санглијерс
- 2009-2010. Лезињан санглијерс

- 2010-2011. Лезињан санглијерс
- 2011-2012. Каркасон
- 2012-2013. Пија
- 2013-2014. Олимпик Тулуз
- 2014-2015. Олимпик Тулуз
- 2015-2016. Лимо гризлис
- 2016-2017. Лимо гризлис
- 2017-2018. Авињон
- 2018-2019. Сент естев каталан
- 2019-2020. Није се играло због короне.

### Табела шампиона
- Лезињан санглијерс 4 титуле

- Пија 3

- Виленев 2
- Олимпик Тулуз 2
- Лимо гризлис 2

- Авињон 1
- Сент гаденс берс 1
- Унион трејзист каталан 1
- Каркасон 1
- Сент естев каталан 1

## Тимови учесници у сезони 2020-2021.
- Алби тајгерс
- Олимпик Авињон
- Каркасон
- Лезињан санглијерс
- Лимо гризлис
- Поло бронкос
- Сент естев каталан
- Сент гаденс берс
- Олимпик Тулуз
- Виленев

## Систем такмичења
Од септембра до јуна се игра лигашки део такмичења, свако игра против свакога код куће и на страни, три бода се добијају за победу, два за нерешено и један за пораз. У јуну се одржава плеј оф, у коме учествује шест најбоље пласираних клубова. У плеј офу нема реванша, победник финала постаје шампион Француске у рагбију 13.

## Трофеј Макс Роуз
Шампион Француске у рагбију 13 осваја пехар Макс Роуз.  Трофеј је добио назив по легенди француског рагбија Максу Роузу. Роуз је играо за репрезентацију Француске и у рагбију 13 и у рагбију 15. Добио је орден ратног крста за допринос борби против нацизма. Одиграо је 4 утакмице за рагби 15 репрезентацију Француске и 15 утакмица за рагби 13 репрезентацију Француске. Освајао је француски куп и француско првенство. Радио је у производњи уља и као професор физичког васпитања. Његов отац је био месар по занимању, а Макс је трагично погинуо у саобраћајној несрећи 1959.